# Bravely Default
Bravely Default, i Japan känt som Bravely Default: Flying Fairy (ブレイブリーデフォルト フライングフェアリー Bureiburī Deforuto: Furaingu Fearī?), är ett datorrollspel som utvecklades av Silicon Studio och släpptes av Square Enix till Nintendo 3DS den 11 oktober 2012 i Japan. Det släpptes även av Nintendo i Europa den 6 december 2013, i Australien den 7 december 2013, i Nordamerika den 7 februari 2014, och i Sydkorea den 16 april 2014.
Spelet är en andlig uppföljare till Matrix Softwares Nintendo DS-spel Final Fantasy: The 4 Heroes of Light.

## Relaterade spel
En uppdaterad version, Bravely Default: For the Sequel (ブレイブリーデフォルト フォーザ・シークウェル Bureiburī Deforuto: Fō za Shīkuweru?), släpptes i Japan den 5 december 2013, och det är denna version som de europeiska, australiska och amerikanska versionerna baseras på. Utöver detta har en uppföljare, Bravely Second: End Layer (ブレイブリーセカンド エンドレイヤー Bureiburī Sekando Endo Reiyā?), tillkännagivits; även denna planeras släppas till Nintendo 3DS.